# Amphitrite rubra
Amphitrite rubra är en ringmaskart som först beskrevs av Risso 1826.  Amphitrite rubra ingår i släktet Amphitrite och familjen Terebellidae. Inga underarter finns listade i Catalogue of Life.